# Втрати 12-го окремого мотопіхотного батальйону
У статті описано деталі загибелі бійців 12-го окремого мотопіхотного батальйону «Київ».

## Обставини загибелі
22 липня 2014 під Металістом загинув старший солдат Олександр Шишко.
22 серпня на бойових позиціях в Жовтневому районі Луганська (Червоний Яр) внаслідок обстрілу терористів загинули Олег Войтенко та Дмитро Боровик. 2 вересня під час артилерійського обстрілу блокпосту в Красному Яру Жовтневого району Луганська загинув сержант 12-го батальйону тероборони «Київ» Юрій Артюх.
30 листопада 2014 року загинув Васюк Олег Олександрович під час виконання бойового завдання в районі села Дмитрівки, разом зі старшим солдатом Віталієм Полонським.
Загинув 22 липня 2018 року внаслідок нещасного випадку у місті Бахмут старшина Поліщук Валерій Сергійович.
18 вересня 2018-го загинули перед опівніччю внаслідок мінометного обстрілу терористами біля смт Луганське сержант Володимир Матвієнко та молодший сержант Володимир Ткачов — в ході вогневого нальоту від розриву міни калібру 120 мм, яка влучила у бліндаж. Під час вогневого нальоту двоє військовослужбовців вели спостереження за полем бою та вживали заходів щодо зайняття укриттів своїми побратимами.